# Greg Tiernan
Greg Tiernan (Dublino, 19 giugno 1965) è un animatore, regista e doppiatore irlandese.

## Biografia
Greg Tiernan fa la gavetta nell'animazione tradizionale per film irlandesi al Sullivan Bluth Studios di Dublino. Qui lavora con Don Bluth, proprietario dello studio, in vari ruoli per i film Fievel sbarca in America (An American Tail, 1986), Alla ricerca della Valle Incantata (The Land Before Time, 1988) e Charlie - Anche i cani vanno in paradiso (All Dogs Go to Heaven, 1989). Successivamente lavora in un episodio della serie animata britannica Danger Mouse per Cosgrove Hall, in numerosi episodi di Garfield e i suoi amici (Garfield & Friends), nella serie Lucky Luke, nel film a tecnica mista Fuga dal mondo dei sogni (Cool World, 1992) e nei film di animazione tedeschi Der kleene Punker (1992) e Felidae (1994). In seguito si trasferisce a Los Angeles e diviene registra per Klasky Csupo, dove lavora in numerosi episodi di I Rugrats (Rugrats) e La famiglia della giungla (The Wild Thornberrys), e contribuiendo a sequenze di entrambi i film tratti dalle due serie.
Negli anni in cui vive a Hollywood lavora spesso anche con la Disney. I suoi primi progetti comprendono svariati titoli di videogiochi della compagnia, quali quelli tratti dai film Aladdin (1992), Il re leone (The Lion King, 1994), Hercules (1997) and Tarzan (1999). Contribuisce inoltre allo storyboard di Mr. Magoo (1997), uno dei suoi pochi contribuiti a film live action.
Dopo aver svolto il ruolo di animatore per T come Tigro... e tutti gli amici di Winnie the Pooh (The Tigger Movie, 2000), Tiernan si sposta a Vancouver dove nel 2003 fonda con la moglie Nicole Stinn i Nitrogen Studios. Con questi contribuisce allo sviluppo del videogioco God of War (2005), il primo titolo del franchise per PlayStation, e al film di animazione Cenerentola e gli 007 nani (Happily N'Ever After, 2006). Si unisce al gruppo di artisti di Il trenino Thomas, dirigendo il film direct-to-video Hero of the Rails (tradotto letteralmente L'eroe dei Binari) nel 2009. Questo è il primo progetto del franchise ad abbandonare la tecnica di animazione con modellini in favore di quella digitale, con cui sono stati prodotti tutti i successivi progetti ad esso afferenti.Tiernan dirige anche tutti gli episodi de Il trenino Thomas dalla tredicesima alla sedicesima stagione e altri tre film: Misty Island Rescue (2010), Day of the Diesels (2011) e Blue Mountain Mystery (2012), tutti mai tradotti in italiano.
Tiernan lavora inoltre a diversi film, quando non lavora per la Disney, la Nitrogen o per Don Bluth, tra cui: VeggieTales, Roxy Hunter, Bionicle 2 - Le leggende di Metru Nui (Bionicle 2: Legends of Metru Nui) e quattro speciali dei Peanuts. Tiernan riscuote un certo successo quando nel 2016 viene distribuito il film Sausage Party - Vita segreta di una salsiccia (Sausage Party), in cui debutta alla regia al fianco di Conrad Vernon e in cui presta inoltre la voce a Potato e Noodle Soup.
Nel 2018, ancora una volta al fianco di Conrad Vernon, dirige il film di animazione in CGI della MGM La famiglia Addams, che verrà distribuito nell'ottobre 2019. Il film riprende in mano un progetto abbandonato nel 2013, previsto come film di animazione in stop-motion, che avrebbe dovuto essere diretto da Tim Burton.
Vita privata
Vive con la moglie Nicole Stinn a Vancouver, nella Columbia Britannica, in Canada.
Tiernan si dice un grande fan dei libri The Railway Series del reverendo Wilbert Awdry e possiede i due titoli The Island of Sodor: Its People, History and Railways e Sodor: Reading Between the Lines.

## Controversie
Diversi giorni dopo la distribuzione di Sausage Party, diverse accuse di maltrattamento nei confronti dei dipendenti dei Nitrogen Studios sono apparsi nella sezione commenti di un'intervista a Grag Tiernan e a Conrad Vernon del sito Carton Brew. Numerosi commenti anonimi, da parte di utenti che affermavano essere animatori che hanno lavorato per il film in questione, affermavano che la Nitrogen li avesse forzati a fare straordinari senza essere pagati e che alcuni lavoratori sono stati minacciati di licenziamento. Uno di questi utenti affermava che Tiernan si era guadagnato la reputazione di "comportamento inquietante e stile di gestione abusivo" ("disturbing behaviour and abusive management style"). Pubblicazioni come The Washington Post,, il Los Angeles Times, dorkly e /Film hanno rilanciato la faccenda.

## Filmografia parziale

### Regista
- Sausage Party - Vita segreta di una salsiccia (Sausage Party), codiretto con Conrad Vernon (2016)
- La famiglia Addams (The Addams Family), codiretto con Conrad Vernon (2019)
- La famiglia Addams 2 (The Addams Family 2), codiretto con Laura Brousseau e Kevin Pavlovic (2021)